# Heinrich Zankl
Heinrich Zankl (* 21. Februar 1941 in Nürnberg) ist ein deutscher Humanbiologe und Sachbuchautor. Er war bis zu seiner Emeritierung Professor für Humanbiologie und Humangenetik an der Technischen Universität Kaiserslautern.

## Leben und Werk
Heinrich Zankl ist ein Sohn des Journalisten und Werbefachmanns Hans Ludwig Zankl und seiner Ehefrau Lisa (geb. Fischer) sowie der jüngere Bruder des Historikers Franz Rudolf Zankl. Er studierte von 1960 bis 1967 an der Ludwig-Maximilians-Universität in München Veterinärmedizin und wurde 1967 zum Dr. med. vet. promoviert. Anschließend war er in München bis 1969 als wissenschaftlicher Assistent an der Tierärztlichen Fakultät der Universität tätig; von 1969 bis 1974 war er wissenschaftlicher Mitarbeiter am Max-Planck-Institut für Psychiatrie. Ein Zweitstudium in Anthropologie und Humangenetik – ebenfalls in München – führte 1974 zu seiner Promotion zum Dr. rer. nat. Von 1974 bis 1979 bekleidete er die Position eines akademischen Rats bzw. Oberrats an der Universität des Saarlandes, wo er sich 1977  für Humangenetik habilitierte.
1978 gewann Zankl mit dem Kurzbericht Am Mongolismus sind nicht nur die Mütter „schuld“ den 1. Preis im Schreibwettbewerb des Wissenschaftsmagazins Umschau in Wissenschaft und Technik. Dieser Wettbewerb zielte darauf ab, Wissenschaftler zu motivieren, ihre Forschungsergebnisse verständlich und ansprechend für die Öffentlichkeit zu kommunizieren. Die Umschau veröffentlichte Zankls Text in ihrer Ausgabe Nr. 3/1978. Am 20. Januar 1978 wurde ihm im Wissenschaftszentrum Bonn-Bad Godesberg die nach dem Umschau-Gründer Heinrich Bechhold benannte Heinrich-Bechhold-Medaille überreicht.
Von 1979 bis 2006 war Heinrich Zankl Professor für Humanbiologie und Humangenetik an der Technischen Universität Kaiserslautern. Schwerpunkte seiner wissenschaftlichen Arbeit waren die Tumorzytogenetik und die Mutagenitätsforschung. Von 1987 bis 1993 war er außerdem Vizepräsident für Forschung und Lehre an der TU Kaiserslautern.
Zankl hat zahlreiche Lehr- und Sachbücher geschrieben. Seit seiner Pensionierung veröffentlicht er vermehrt zu ungewöhnlichen wissenschaftlichen Themen aus dem Bereich der Marginalistik, beispielsweise zur „Steinlaus-Forschung“ und zum „Teelöffelschwund“. Daneben engagiert er sich an seinem Wohnort in verschiedenen sozialen Projekten, insbesondere für Kinder und Geflüchtete.
Heinrich Zankl ist evangelisch und seit 1967 mit Merve Zankl (geb. Wagner) verheiratet. Er ist Vater von zwei Söhnen und lebt in Homburg.

## Auszeichnungen (Auswahl)
- 1978: Umschau-Preis für Wissenschaftsjournalismus und Heinrich-Bechhold-Medaille[9]

## Schriften (Auswahl)
- Humanbiologie. Eine Einführung. Fischer, Stuttgart / New York 1980, ISBN 3-437-20217-0.
- Der Karyotyp des Meningeoms. 1980.
- Humangenetik. Lehrbuch, 1981.
- mit G. Ziegler: Gesundheitslehre. Weinheim 1987, ISBN 3-527-26543-0.
- Genetik. Von der Vererbungslehre zur Genmedizin. München 1998, ISBN 3-406-43994-2.
- Phänomen Sexualität. Vom "kleinen" Unterschied der Geschlechter. Darmstadt 1999, ISBN 3-534-13313-7.
- Von der Keimzelle zum Individuum. Biologie der Schwangerschaft. München 2001, ISBN 3-406-44749-X.
- Die Launen des Zufalls. Wissenschaftliche Entdeckungen von Archimedes bis heute. Darmstadt 2002, ISBN 3-89678-428-5.
- Fälscher, Schwindler, Scharlatane. Betrug in Forschung und Wissenschaft. Weinheim 2003, ISBN 3-527-30710-9.
- Der große Irrtum. Wo die Wissenschaft sich täuschte. Darmstadt 2004, ISBN 3-89678-510-9.
- Nobelpreise. Brisante Affairen, umstrittene Entscheidungen. Weinheim 2005, ISBN 3-527-31182-3.
- Das verflixte X. Sind Frauen intelligenter als Männer? Darmstadt 2006, ISBN 3-89678-581-8.
- mit M. Benecke, H.-W. Helb, D. Sültemeyer: Potzblitz Biologie. Die Höhlenabenteuer von Rita und Robert. Weinheim 2007, ISBN 978-3-527-31754-7.
- mit Katja Betz: Kleine Genies. 25 Wunderkinder der Wissenschaft. Darmstadt 2007, ISBN 978-3-89678-623-4.
- Irrwitziges aus der Wissenschaft. Von Leuchtkaninchen bis Dunkelbirnen. Weinheim 2008, ISBN 978-3-527-32114-8.
- Kampfhähne der Wissenschaft: Kontroversen und Feindschaften. Wiley-VCH Verlag, Weinheim 2010, ISBN 978-3-527-32579-5.[10]
- Wissenschaft im Kreuzverhör. 25 spektakuläre Fälle von Galilei bis Guttenberg. Darmstadt 2012, ISBN 978-3-86312-325-3.
- mit Katja Betz: Trotzdem genial. Darwin, Nietzsche, Hawking und Co. Weinheim 2014, ISBN 978-3-527-33410-0.